# Boussay (Loire-Atlantique)
Boussay é uma comuna francesa na região administrativa da Pays de la Loire, no departamento de Loire-Atlantique. Estende-se por uma área de 26,45 km². Em 2010 a comuna tinha 2 692 habitantes (densidade: 101,8 hab./km²).